# Рагимова, Полина
Полина Рагимова (азерб. Polina Rəhimova, род. 5 июня 1990 года, Фергана, Узбекская ССР) — азербайджанская волейболистка. Выступает на позиции нападающей. С ростом в 198 см является одной из самых высокорослых волейболисток планеты.

## Карьера
Полина Рагимова родилась 5 июня 1990 года в узбекском городе Фергана в семье военнослужащего. Девичья фамилия — Петрашко. Сестра Полины Ольга Доронина (Петрашко) также была волейболисткой, что способствовало появлению интереса у Полины к этому виду спорта. Впервые начала заниматься волейболом в украинском городе Запорожье под руководством тренера Любовь Николаевны Перебейнос.
В возрасте 16 лет переехала в Баку. Осенью 2011 года, в составе клуба «Азеррейл» дебютировала в Лиге чемпионов, став с 206 очками самой результативной участницей группового турнира.
Хобби — чтение книг, вязание, коллекционирование магнитов с стран и городов где побывала, занятие большим теннисом и плаванием.
С сезона 2014 года выступала за южнокорейскую команду «Хундай».
В 2015—2017 выступала за японский клуб «Квинсис». 12 декабря 2015 год установила мировой рекорд, набрав 58 очков за одну игру.
Выступает за клуб «Озаску» чемпионата Бразилии. В третьем туре чемпионата 2024/25 признана лучшим игроком матча. На апрель 2025 года занимает третье место по проценту успешных атак (49,64 %), уступая нападающим  Аденизии (51.4) и Каролин (51.14). С командой вышла в плей-офф сезона 2024/2025.

## Сборная Азербайджана
С 2007 года защищает цвета сборной Азербайджана. Была вновь включена в состав основной сборной страны в августе 2014 года. В составе сборной Азербайджана принимала участие на чемпионате мира 2014 года, проходившим в Италии.

## Турниры
| №    | Турнир                                                                   |
| ---- | ------------------------------------------------------------------------ |
| 2007 | Чемпионат Европы по волейболу среди женщин 2007                          |
| 2007 | Мировой Гран-при по волейболу, Европейская квалификация                  |
| 2008 | Мировой Гран-при по волейболу, Европейская квалификация                  |
| 2008 | Летние Олимпийские игры, Европейская квалификация                        |
| 2009 | Чемпионат Европы по волейболу среди женщин 2009                          |
| 2011 | Чемпионат Европы по волейболу среди женщин 2011                          |
| 2012 | Летние Олимпийские игры, Европейская квалификация                        |
| 2013 | Чемпионат Европы по волейболу среди женщин 2013                          |
| 2014 | Чемпионат мира по волейболу среди женщин 2014 — Европейская квалификация |
| 2014 | Женская волейбольная Евролига 2014                                       |
| 2015 | Чемпионат Европы по волейболу среди женщин 2015                          |